# Michael Hilgers (Autor)
Michael Hilgers (* 16. Dezember 1971 in Aachen) ist ein deutscher Physiker und Sachbuchautor.

## Leben
Hilgers besuchte von 1978 bis 1982 die Grundschule Schleckheim und wechselte dann auf das Inda-Gymnasium Aachen Kornelimünster, wo er 1991 das Abitur machte.
Nach dem Zivildienst studierte er von 1992 bis 1998 an der RWTH Aachen zum Diplomphysiker, verbunden mit einem Auslandssemester an der University of Manchester 1994/95. Von 1998 bis 2001 promovierte er in experimenteller Teilchenphysik an der ETH Zürich zum Doktor der Naturwissenschaften.
Hilgers ist Nutzfahrzeug-Entwickler bei Daimler Truck. Er ist Abteilungsleiter für Antriebsstrangerprobung ("powertrain testing") in Stuttgart. Zuvor war er Direktor eines Test Center in China. Er war Abteilungsleiter für CAE-Berechnung Fahrzeugfunktionen in der Nutzfahrzeugentwicklung bei Daimler Truck in Stuttgart. In dieser Funktion war auch für die Aerodynamikentwicklung von Mercedes-Benz LKW verantwortlich.
Davor hatte er Aufgaben in der Elektronikentwicklung (2011–2014) und im Gesamtfahrzeug-Umfeld inne.
Im Herbst 2016 erschien beim Verlag SpringerVieweg seine Lehrheftreihe Nutzfahrzeugtechnik lernen (ISSN 2510-1803). Seit Ende 2020 ist eine leicht veränderte Ausgabe Commercial Vehicle Technology in Englisch ebenfalls bei Springer verfügbar. Die englische Ausgabe wird seit 2023 in zweiter Auflage angeboten, einzelne Bände sind seit 2025 in dritter Auflage verfügbar.
Hilgers wohnt mit seiner Frau in Weinstadt-Beutelsbach.

## Werke
- Untersuchungen zur Rekonstruktion von DS+--Mesonen mit dem H1-Detektor. Dipl.arb., Physikalisches Institut, Technische Hochschule Aachen, 1998.
- Untersuchung von Beauty-Ereignissen bei HERA anhand ihres myonischen Zerfalls und strahlenharte Ausleseelektronik für den Silizium-Vertex-Detektor des H1-Experiments. Diss. ETH Zürich, Dezember 2001; desy.de (PDF; 4,8 MB)
- Nutzfahrzeugtechnik: Gesamtfahrzeug. SpringerVieweg, Wiesbaden 2016, 62 Seiten, ISBN 978-3-658-12744-2 (doi:10.1007/978-3-658-12745-9).
- Nutzfahrzeugtechnik: Chassis und Achsen. SpringerVieweg, Wiesbaden 2016, 66 Seiten, ISBN 978-3-658-12746-6 (doi:10.1007/978-3-658-12747-3).
- Nutzfahrzeugtechnik: Elektrik und Mechatronik. SpringerVieweg, Wiesbaden 2016, 83 Seiten, ISBN 978-3-658-12748-0 (doi:10.1007/978-3-658-12749-7).
- Nutzfahrzeugtechnik: Dieselmotor. SpringerVieweg, Wiesbaden 2016, 78 Seiten, ISBN 978-3-658-14641-2 (doi:10.1007/978-3-658-15495-0).
- Nutzfahrzeugtechnik: Getriebe und Antriebsstrangauslegung. SpringerVieweg, Wiesbaden 2016, 58 Seiten, ISBN 978-3-658-12758-9 (doi:10.1007/978-3-658-12759-6).
- Nutzfahrzeugtechnik: Kraftstoffverbrauch und Verbrauchsoptimierung. SpringerVieweg, Wiesbaden 2016, 60 Seiten, ISBN 978-3-658-12750-3 (doi:10.1007/978-3-658-12751-0).
- Nutzfahrzeugtechnik: Alternative Antriebe und Ergänzungen zum konventionellen Antrieb. SpringerVieweg, Wiesbaden 2016, 71 Seiten, ISBN 978-3-658-14642-9 (doi:10.1007/978-3-658-15492-9).
- Nutzfahrzeugtechnik: Fahrerhaus. SpringerVieweg, Wiesbaden 2016, 56 Seiten, ISBN 978-3-658-14643-6 (doi:10.1007/978-3-658-15497-4).
- Nutzfahrzeugtechnik: Einsatzoptimierte Fahrzeuge, Aufbauten und Anhänger. SpringerVieweg, Wiesbaden 2016, ISBN 978-3-658-14644-3, 58 Seiten (doi:10.1007/978-3-658-15496-7).

Erste Auflage, Englisch
- Commercial Vehicle Technology. Entire Vehicle. Berlin/Heidelberg/New York: Springer (2020), ISBN 978-3-662-60765-7,  (doi:10.1007/978-3-662-60766-4).
- Commercial Vehicle Technology. Chassis and Axles. Berlin/Heidelberg/New York: Springer (2020), ISBN 978-3-662-60834-0, (doi:10.1007/978-3-662-60835-7).
- Commercial Vehicle Technology. Electrical Systems and Mechatronics. Berlin/Heidelberg/New York: Springer (2020), ISBN 978-3-662-60837-1, (doi:10.1007/978-3-662-60838-8).
- Commercial Vehicle Technology. The Diesel Engine. Berlin/Heidelberg/New York: Springer (2020), ISBN 978-3-662-60856-2, (doi:10.1007/978-3-662-60857-9).
- Commercial Vehicle Technology. Transmissions and Drivetrain Design. Berlin/Heidelberg/New York: Springer (2020), ISBN 978-3-662-60849-4, (doi:10.1007/978-3-662-60850-0).
- Commercial Vehicle Technology. Fuel Consumption and Consumption Optimization. Berlin/Heidelberg/New York: Springer (2020), ISBN 978-3-662-60840-1, (doi:10.1007/978-3-662-60841-8).
- Commercial Vehicle Technology. Alternative Powertrains and Extensions to the Conventional Powertrain. Berlin/Heidelberg/New York: Springer (2020), ISBN 978-3-662-60831-9, (doi:10.1007/978-3-662-60832-6).
- Commercial Vehicle Technology. The Driver´s Cab. Berlin/Heidelberg/New York: Springer (2020), ISBN 978-3-662-60846-3, (doi:10.1007/978-3-662-60847-0).
- Commercial Vehicle Technology. Vocational Vehicles and Applications. Berlin/Heidelberg/New York: Springer (2020), ISBN 978-3-662-60843-2, (doi:10.1007/978-3-662-60844-9).